# 柳家小平太
柳家 小平太（やなぎや こへいた、1969年3月24日 - ）は、落語家。落語協会所属の真打。紋∶三ツ柏。出囃子∶蟹がね。本名：山田 耕一郎。

## 経歴
秋田県仙北市生まれ。秋田県立大曲農業高等学校卒業。高校までを秋田で過ごし、卒業後に上京する。
2003年5月、柳家さん喬に入門。前座名は山田耕筰から「さん作」。2007年2月、二ツ目に昇進し「さん若」と改名する。
2018年9月、古今亭駒治、柳家勧之助、林家たこ蔵、古今亭駒子と共に真打に昇進し「小平太」と改名した。「小平太」の名は昔の役者に由来する。

## 芸歴
- 2003年5月∶柳家さん喬に入門。前座名「さん作」。
- 2007年2月∶二ツ目昇進、「さん若」と改名[1]。
- 2018年9月∶真打昇進、「小平太」と改名。

## 人物
2003年入門の同期、古今亭文菊、柳家小八・三遊亭ときん・鈴々舎馬るこ・桂三木助・柳亭こみち・古今亭志ん五・古今亭駒治・柳家小平太・柳家勧之助の10人で、「TEN」というユニットを組んでいた。
真打昇進時に「六代目柳家小山三」を襲名する予定があったが、柳家三三がいたため話が流れた。
父親が60歳で再婚し、30歳年下の妹ができた。

## 演目
- 愛宕山
- うどん屋
- 鰻の幇間
- 馬の田楽
- お化け長屋
- 火焔太鼓
- 笠碁
- 三方一両損
- 死神
- 転宅
- 富久
- 不動坊
- 船徳
- 松曳き
- 萬金丹
- 宿屋の仇討
- 淀五郎

### 廓噺
- 明烏
- 幾代餅
- 居残り佐平次
- 品川心中
- 二階ぞめき
- 干物箱

## 著書
- 柳家さん喬一門本 ～世にも奇妙なお弟子たち～　＊さん喬と弟子たち共著（秀和システム、2021年1月）ISBN 978-4798063287